# Лі Чуньфен
Лі Чуньфен (李淳風, 602 — 670) — китайський математик, астроном, історик, видатний коментатор математичних книг часів династій Суй та Тан.

## Життєпис
Народився у 602 році у Баоцзи (провінція Шеньсі). Батько Лі ЧуньФена був даосом, що справило великий вплив на його мислення і призвело до схильності до занять астрологією і нумерологією.
У 627 році Лі Чуньфен був призначений на високу посаду в Астрономічне бюро, де брав участь у розробці нового календаря. У 641 році він став заступником директора, а у 648 році директором Астрономічного бюро. Пізніше Лі Чуньфен працював над календарем Ліньде, який був представлено імператору Гао-цзуну у 665 році. Помер Лі Чуньфен у 670 році у м.Чан'ань.

## Астрономія
Розроблений Лі Чуньфеном календар давав кращі, ніж колишній, результати в обчислені позицій планет. У ньому передбачалося, що в сонячному році 365,2448 дня, тоді як 12 місячних місяців по 29,5306 дня всього містять 354,3672 дня. Інтеркаляція проводилася кожні три роки.
У 633 році Лі Чуньфен ускладнив арміллярну сферу (хунь і), пристосувавши до неї «прилад коректування трьох показників часу» (сань чень і), що складається з трьох пересічних кілець, паралельних екліптиці, місячної траєкторії і екватору. Незважаючи на свою витонченість, даний «прилад» не дозволяв на практиці вести більш точні спостереження, оскільки в процесі його налаштування позиції екліптики і місячної траєкторії природним чином зміщувалися і до початку вимірювання настройка вже не відповідала реальності.

## Математика
Відомий передусім тим, що був головним редактором складеного у 656 році сбірки математичних трактатів для кваліфікаційних іспитів, на матеріалах якого була заснована видана у 1084 році відома збірка «Суань цзин ши шу» («Десять книг рахункового канону»).
Внесок Лі Чуньфена в математику також пов'язаний з вирішенням астрономічних проблем, зокрема обчислення кутової швидкості видимого руху Сонця. Він також розвивав метод кінцевих різниць в обчисленнях, які використовував у роботі над календарем Ліньде.

## Історія
Брав участь у складанні офіційної історій династій Цзінь і Суй — «Цзінь шу» («Книга про Цзінь») і «Суй шу» ("Книга про Суй), де йому належать глави з астрономії, астрології, метрології, математики та музиці.

## Інші праці
Йому належать комментарі до деяких даоських творів. У 645 році він написав класичну роботу з астрології «І си Чжань» ("Ворожіння по циклічним знакам «і» та «си»).